# Dorylus helvolus
Espèce
Dorylus helvolus est une espèce d'insectes de la famille des fourmis.